# 북삼고등학교
북삼고등학교(北三高等學校)는 대한민국 경상북도 칠곡군 북삼읍 인평리에 있는 공립 고등학교이다.

## 학교 연혁
- 2010년 1월 7일 : 북삼고등학교 설치 조례 공포
- 2010년 3월 3일 : 2010학년도 입학식(남 129명, 여 107명 계 236명)
- 2010년 6월 11일 : 선진형교과교실제 학교 지정(2011.3.1~2014.2.28)
- 2010년 9월 10일 : 자율형공립고등학교 지정(2011.3.1~2016.2.29)
- 2012년 11월 26일 : 기숙사(온누리관) 개관
- 2015년 10월 6일 : 자율형공립고 재지정(2016.3.1.~2021.2.28.)
- 2016년 10월 19일 : 도서관 증축
- 2017년 1월 5일 : STEAM 정책 연구학교 지정(도, 2017.3.1~2019.2.28)
- 2017년 7월 4일 : SW교육 모델학교 선정(경상북도교육청)
- 2019년 3월 1일 : 고교학점제 선도학교 지정(2019.3.1~2021.2.28)
- 2019년 3월 1일 : 자율형공립고 연구학교 지정(2019.3.1~2021.2.28)
- 2020년 7월 22일 : 자율형공립고 재지정(2021.3.1.~2025.2.28.)
- 2021년 3월 15일 : 인공지능(AI)융합교육 중심고등학교 선정
- 2022년 1월 31일 : 인공지능(AI)융합교실 완공
- 2022년 2월 28일 : 도서관, 학생휴게공간, 야외공연 리모델링
- 2023년 3월 1일 : 제5대 고병진(공모) 교장 취임
- 2023년 3월 2일 : 제14회 입학식 (남 99명, 여 109명 계 208명)
- 2024년 1월 5일 : 제12회 졸업식(남 87명, 여 106명 계 193명, 졸업생 누계 2,683명)

## 참고 자료
- 북삼고등학교 - 한국교육학술정보원 학교알리미